# Lijst van oorlogsmonumenten in Heerenveen
De Nederlandse gemeente Heerenveen heeft 21 oorlogsmonumenten. Hieronder een overzicht. 
| Nr.                             | Object                                                                                                | Herdachte groep                                                    | Ontwerper                                            | Onthulling        | Type            | Locatie                                      | Plaats       | Coördinaten                   | Foto                                                                    |
| ------------------------------- | --- | ------------------------------------------------------------------ | ---------------------------------------------------- | ----------------- | --------------- | -------------------------------------------- | ------------ | ----------------------------- | ----------------------------------------------------------------------- |
| 158                             | Gedenkraam voor Paul Marinus van Baerdt van Sminia in de Doelhôftsjerke                               | verzet Nederland                                                   | J. Groenestein (ontwerp), Firma Bogtman (uitvoering) | 15 april 1948     | glas-in-lood    | Tsjerkebuorren 2-4, 8495 KH                  | Oldeboorn    | 53° 2' 51" NB, 5° 53' 45" OL  | Gedenkraam voor Paul Marinus van Baerdt van Sminia in de Doelhôftsjerke |
| 202                             | Bevrijdingsplaquette gevel Crackstate                                                                 | geallieerde militairen                                             | A.J. de Vries                                        | 14 april 1970     | plaquette       | Crackstraat 2, 8440 GA                       | Heerenveen   | 52° 57' 40" NB, 5° 55' 17" OL | Bevrijdingsplaquette gevel Crackstate                                   |
| 203                             | Monument in Het Katlijker Schar                                                                       | geallieerde militairen, verzet Nederland                           |                                                      | 1969              | overig          | 8455                                         | Katlijk      | 52° 55' 52" NB, 6° 2' 29" OL  | Monument in Het Katlijker Schar                                         |
| 208                             | Monument in het gemaal 'De Deelen' voor P.M. van Baerdt van Sminia                                    | verzet Nederland                                                   | Steenhouwerij Baucq en De Jong                       | 1 juli 1951       | plaquette       | Rijksstraatweg                               | Haskerdijken | 53° 0' 23" NB, 5° 52' 30" OL  | Monument in het gemaal 'De Deelen' voor P.M. van Baerdt van Sminia      |
| 234                             | Vredesboom                                                                                            | geallieerde militairen                                             |                                                      | 19 april 1999     | boom            | Kanadeeskestrjitte 49, 8491 BC               | Akkrum       | 53° 2' 58" NB, 5° 50' 25" OL  | Vredesboom                                                              |
| 259                             | Monument voor de Crackstate-gevangenen                                                                | verzet Nederland                                                   |                                                      | 15 april 1995     | gedenksteen     | Crackstraat 2, 8441 ES                       | Heerenveen   | 52° 57' 41" NB, 5° 55' 17" OL | Monument voor de Crackstate-gevangenen                                  |
| 260                             | Lancaster-monument                                                                                    | geallieerde militairen                                             |                                                      | 14 september 1992 | gedenksteen     | Buitenweg, 8414 ME                           | Oudehorne    | 52° 57' 29" NB, 6° 5' 24" OL  | Meer afbeeldingen                                                       |
| 463                             | Oorlogsmonument                                                                                       | militairen in dienst van het Ned. Kon. 1940-1945, verzet Nederland | Marinus Vreugde                                      | 4 mei 1949        | beeld/sculptuur | Van Maasdijkstraat, 8441 CH                  | Heerenveen   | 52° 57' 58" NB, 5° 55' 10" OL | Oorlogsmonument                                                         |
| 753                             | Herdenkingsmonument                                                                                   | burgerslachtoffers                                                 | Ids Willemsma                                        | 5 mei 1970        | beeld/sculptuur | Heechein                                     | Akkrum       | 53° 2' 58" NB, 5° 50' 0" OL   | Herdenkingsmonument                                                     |
| 754                             | Gedenkraam gemeentehuis Utingeradeel voor Paul Marinus van Baerdt van Sminia in Memorial Museum 40-45 | verzet Nederland                                                   | J. Groenestein                                       |                   | glas-in-lood    | Bordego 2                                    | Oldeboorn    | 53° 2' 43" NB, 5° 53' 12" OL  |                                                                         |
| 755                             | Monument aan de Kanadeeskestrjitte                                                                    | geallieerde militairen                                             | Steenhouwerij Baucq en De Jong                       |                   | plaquette       | Kanadeeskestrjitte 49, 8491 BC               | Akkrum       | 53° 2' 58" NB, 5° 50' 25" OL  | Monument aan de Kanadeeskestrjitte                                      |
| 2227                            | Oorlogsmonument                                                                                       | verzet Nederland                                                   |                                                      | 4 mei 2003        | gedenksteen     | Kerkelaan 20, 8455 JR                        | Katlijk      | 52° 56' 57" NB, 6° 0' 37" OL  | Oorlogsmonument                                                         |
| 2783                            | Monument voor oud-burgemeester P.M. van Baerdt van Sminia                                             | verzet Nederland                                                   | Ids Willemsma                                        | 4 mei 2005        | beeld/sculptuur | Om e Toer 6, 8491 CV                         | Akkrum       | 53° 2' 58" NB, 5° 50' 1" OL   | Monument voor oud-burgemeester P.M. van Baerdt van Sminia               |
| 3581                            | Wellington-monument                                                                                   | geallieerde militairen                                             |                                                      | 8 november 2010   | gedenksteen     | 8494                                         | Sorremorre   | 53° 4' 5" NB, 5° 52' 3" OL    | Wellington-monument                                                     |
| 3988                            | Joods monument Rishon LeZion                                                                          | Vervolgden Nederland                                               | Steenhouwerij Fransen                                | 14 september 2016 | gedenksteen     | Van Maasdijkstraat, 8441 CH                  | Heerenveen   | 52° 57' 58" NB, 5° 55' 11" OL | Joods monument Rishon LeZion                                            |
| 4594                            | Monument jonge Amsterdamse voetballers, Abe Lenstra Stadion                                           | burgerslachtoffers                                                 |                                                      | 16 oktober 2021   | plaquette       | Abe Lenstra boulevard 19, 8448 JA            | Heerenveen   | 52° 57' 30" NB, 5° 56' 7" OL  | Monument jonge Amsterdamse voetballers, Abe Lenstra Stadion             |
| Dit oorlogsmonument op Wikidata | Indië-monument                                                                                        | militairen in dienst van het Ned. Kon. na 1945                     | Steenhouwerij Fransen                                |                   | plaquette       | Minckelersstraat/ Ernst van Harenplein, 8442 | Heerenveen   | 52° 57' 36" NB, 5° 55' 36" OL | Meer afbeeldingen                                                       |
| Dit oorlogsmonument op Wikidata | Monument voor Limburgse kinderen op RK begraafplaats                                                  | burgerslachtoffers                                                 | Steenhouwerij Fransen                                | 3 mei 2012        | gedenksteen     | Rottumerweg 12                               | Heerenveen   | 52° 56' 58" NB, 5° 55' 57" OL | Monument voor Limburgse kinderen op RK begraafplaats                    |
| Dit oorlogsmonument op Wikidata | Boom der Onverzettelijken                                                                             | verzet Nederland                                                   |                                                      | 15 april 2023     | boom            | Gashoudersplein                              | Heerenveen   | 52° 57' 34" NB, 5° 55' 38" OL | Boom der Onverzettelijken                                               |
| Dit oorlogsmonument op Wikidata | Monument voor Roel Vis                                                                                | verzet Nederland                                                   |                                                      | 17 april 2025     | plaquette       | Jan Jonkmanweg/ Ds. Veenweg                  | De Knipe     | 52° 57' 59" NB, 5° 59' 27" OL | Monument voor Roel Vis                                                  |
| Dit oorlogsmonument op Wikidata | Monument voor Hendrik Marcus de Jong                                                                  | verzet Nederland                                                   |                                                      | 17 april 2025     | plaquette       | Eerste Compagnonsweg/ Hogeveensweg           | Bontebok     | 52° 57' 47" NB, 6° 1' 35" OL  | Monument voor Hendrik Marcus de Jong                                    |
|                                 | Stolpersteine                                                                                         | vervolgden Nederland                                               | Gunter Demnig                                        |                   | reliëf          | Zie Stolpersteine in Heerenveen              | Heerenveen   |                               | Meer afbeeldingen                                                       |

Achtkarspelen ·
Ameland ·
Dantumadeel ·
De Friese Meren ·
Harlingen ·
Heerenveen ·
Leeuwarden ·
Noardeast-Fryslân ·
Ooststellingwerf ·
Opsterland ·
Schiermonnikoog ·
Smallingerland ·
Súdwest-Fryslân ·
Terschelling ·
Tietjerksteradeel ·
Vlieland ·
Waadhoeke ·
Weststellingwerf